# رافی هالاجیان

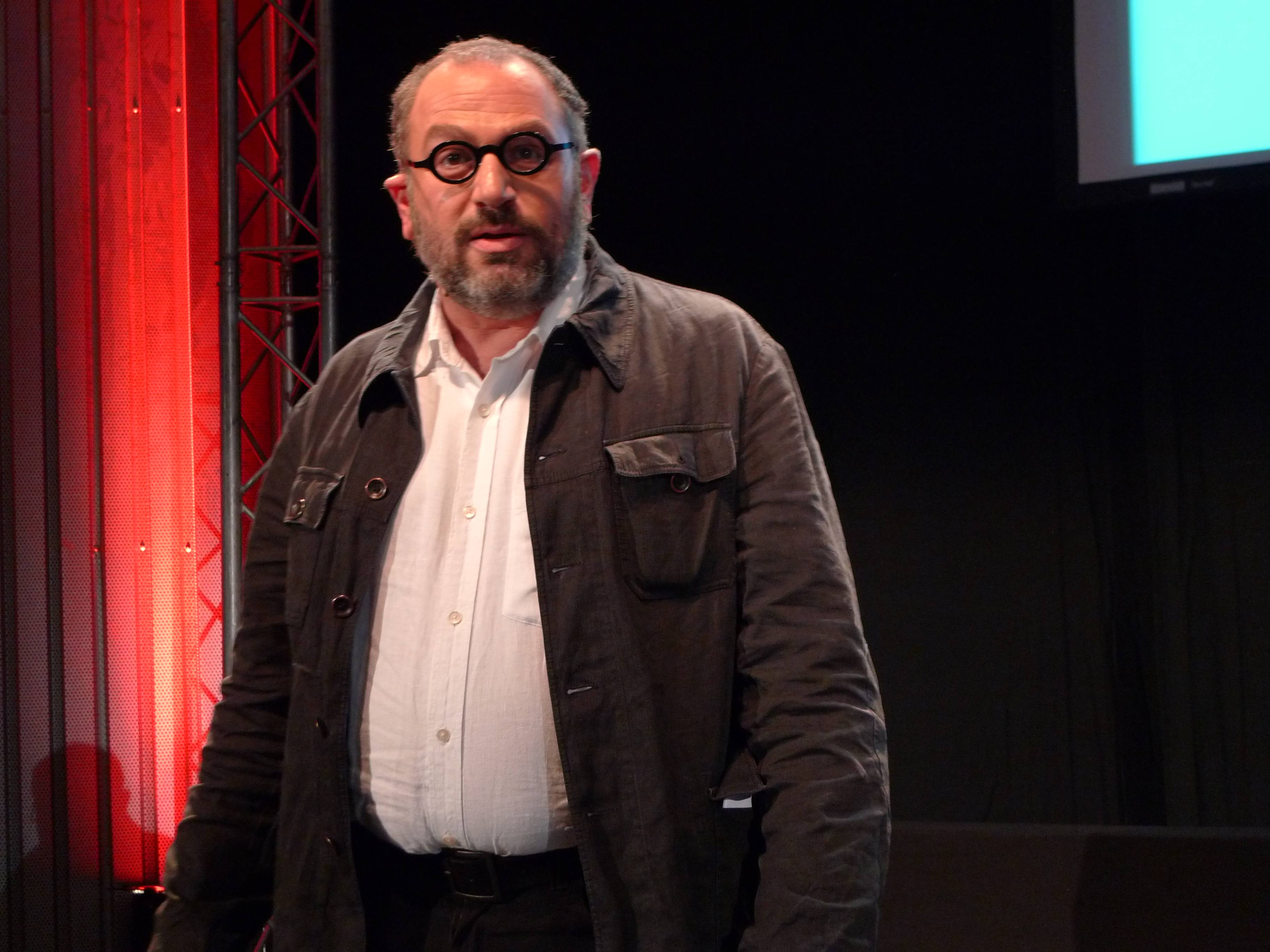

رافی هالاجیان (ارمنی: Րաֆֆի Հալաջյան؛ زادهٔ ۱ ژانویهٔ ۱۹۶۱) دانشمند رایانه و کارآفرین فرانسوی ارمنی‌تبار است. وی به خاطر اختراع خرگوش متصل‌کننده بی‌سیمی Nabaztag که یک شی کوچک اینترنت چیزها می‌باشد شناخته می‌شود. در تاریخ ۸ ژوئن ۱۹۹۴ رافی هالاجیان FranceNet یکی از نخستین شرکت‌های رایانه ای در فرانسه را بنیانگذاری نمود. وی هم‌اکنون مدیر اجرایی Sen.se می‌باشد.